# Erich von Hofe
Erich von Hofe (* 29. März 1956 in Soltau) ist ein deutscher Politiker (Bündnis 90/Die Grünen). 

## Leben
Von Hofe wuchs auf einem Bauernhof in der Lüneburger Heide auf. Er besuchte die Volksschule in Woltem und Dorfmark, bevor er 1972  seine Lehre als Starkstromelektriker bei der Firma Wolff Walsrode AG in Bomlitz begann. Nach dem erfolgreichen Abschluss seiner Berufsausbildung begann er zwischen 1975 und 1976 den Besuch der Berufsaufbauschule in Walsrode und schloss diese mit der Fachschulreife ab. Zwischen 1977 und 1979 besuchte er das Oldenburg-Kolleg und holte hier sein Abitur nach. Im Anschluss nahm er sein Studium für das Lehramt der Sekundarstufe in den Fächern Arbeitslehre/Politik an der Universität Bremen auf. Als Lehramtsreferendar war er an der Gesamtschule Ost in Bremen tätig. Er unterrichtet an der Integrierten Gesamtschule Osterholz-Scharmbeck.
Von 1973 bis 1977 war er als Jugendgruppenleiter des evangelischen Jugendkreises in Dorfmark und des Filmclubs in Fallingbostel tätig. Er ist in der Arbeitsgemeinschaft bäuerliche Landwirtschaft/Agraropposition und im NABU aktiv. Erich von Hofe ist verheiratet und hat zwei Kinder. Er wohnt in Fischerhude.

## Abgeordneter
Im Jahr 1980 wurde er Mitglied der Partei Die Grünen.
Von Hofe wurde zum Mitglied des Niedersächsischen Landtages für die zehnte Wahlperiode vom 5. Juni 1985 bis zum 20. Juni 1986 gewählt. Eine Wiederwahl gelang in der zwölften und dreizehnten Wahlperiode von 1990 bis 1998. Er war 1990 bis 1994 Vorsitzender des Ausschusses für Ernährung, Landwirtschaft und Forsten. Seit 1998 ist er Mitglied des Kreistages Verden.